# Distretto di Čėrykaŭ
Il distretto di Čėrykaŭ (in bielorusso Чэрыкаўскі раён?) è un distretto (raën) della Bielorussia appartenente alla regione di Mahilëŭ.